# 오일러의 연분수 공식
오일러의 연분수 공식(-連分數 公式, Euler's continued fraction formula)은 스위스의 수학자 레온하르트 오일러의 이름이 붙은 해석학의 공식이다. 기본적으로 어떠한 급수를 연분수로 전개하는 방법을 정리한 것이다. 이 공식을 이용하여 멱급수로 전개 가능한 함수를 연분수 꼴로 표현하는 것도 가능하다.

## 공식화
유한 복소수항 급수에 대해 오일러의 연분수 공식은 다음과 같다. 이 형태는 오일러가 입안한 초기의 형태이다.
{\displaystyle a_{0}+a_{0}a_{1}+a_{0}a_{1}a_{2}+\cdots +a_{0}a_{1}a_{2}\cdots a_{n}={\cfrac {a_{0}}{1-{\cfrac {a_{1}}{1+a_{1}-{\cfrac {a_{2}}{1+a_{2}-{\cfrac {\ddots }{\ddots {\cfrac {a_{n-1}}{1+a_{n-1}-{\cfrac {a_{n}}{1+a_{n}}}}}}}}}}}}}\,}
이것은 단순히 자연수에 대한 수학적 귀납법으로 증명할 수 있는 항등식이다. 이러한 공식은 무한 항까지 자연스럽게 확장될 수 있는데, 만약 좌변이 수렴하는 무한급수라면 우변도 역시 수렴하는 무한 연분수가 된다.

### 현대적인 형태
만약
{\displaystyle x={\cfrac {1}{1+{\cfrac {a_{2}}{b_{2}+{\cfrac {a_{3}}{b_{3}+{\cfrac {a_{4}}{b_{4}+\ddots }}}}}}}}\,}
이 복소 연분수이고 어느 bi 도 0이 아니라면, 그 비의 열 {ri}은 다음과 같이 정의할 수 있다.
{\displaystyle r_{i}=-{\frac {a_{i+1}b_{i-1}}{b_{i+1}}}.\,}
그러면 다음 두 등식은 귀납법에 의해 증명할 수 있다.
{\displaystyle x={\cfrac {1}{1+{\cfrac {a_{2}}{b_{2}+{\cfrac {a_{3}}{b_{3}+{\cfrac {a_{4}}{b_{4}+\ddots }}}}}}}}={\cfrac {1}{1-{\cfrac {r_{1}}{1+r_{1}-{\cfrac {r_{2}}{1+r_{2}-{\cfrac {r_{3}}{1+r_{3}-\ddots }}}}}}}}\,}
{\displaystyle x=1+\sum _{i=1}^{\infty }r_{1}r_{2}\cdots r_{i}=1+\sum _{i=1}^{\infty }\left(\prod _{j=1}^{i}r_{j}\right)\,}

## 응용

### 지수 함수의 연분수 표현
복소 지수 함수는 전해석 함수이고, 테일러 급수로 다음과 같이 나타낼 수 있다.
{\displaystyle e^{z}=1+\sum _{n=1}^{\infty }{\frac {z^{n}}{n!}}=1+\sum _{n=1}^{\infty }\left(\prod _{j=1}^{n}{\frac {z}{j}}\right)\,}
그러므로 다음과 같이 즉시 오일러의 연분수 공식을 적용할 수 있다.
{\displaystyle e^{z}={\cfrac {1}{1-{\cfrac {z}{1+z-{\cfrac {{\frac {1}{2}}z}{1+{\frac {1}{2}}z-{\cfrac {{\frac {1}{3}}z}{1+{\frac {1}{3}}z-{\cfrac {{\frac {1}{4}}z}{1+{\frac {1}{4}}z-\ddots }}}}}}}}}}.\,}
또는 이를 조금 보기 좋게 쓰면 다음과 같다.
{\displaystyle e^{z}={\cfrac {1}{1-{\cfrac {z}{1+z-{\cfrac {z}{2+z-{\cfrac {2z}{3+z-{\cfrac {3z}{4+z-\ddots }}}}}}}}}}\,}

### π의 연분수 표현
오일러의 연분수 공식을 응용하여 유명한 초월수인 상수 π를 연분수 꼴로 쓸 수 있다. 먼저 |z|<1에 대하여 테일러 급수를 이용하면 다음 식을 얻는다.
{\displaystyle \log {\frac {1+z}{1-z}}=2\left(z+{\frac {z^{3}}{3}}+{\frac {z^{5}}{5}}+\cdots \right)=2z\left[1+{\frac {z^{2}}{3}}+\left({\frac {z^{2}}{3}}\right){\frac {z^{2}}{5/3}}+\left({\frac {z^{2}}{3}}\right)\left({\frac {z^{2}}{5/3}}\right){\frac {z^{2}}{7/5}}+\cdots \right].}
그러므로 오일러의 연분수 공식을 적용하면 이 함수의 연분수 표현은 이렇게 된다.
{\displaystyle \log {\frac {1+z}{1-z}}={\cfrac {2z}{1-{\cfrac {{\frac {1}{3}}z^{2}}{1+{\frac {1}{3}}z^{2}-{\cfrac {{\frac {3}{5}}z^{2}}{1+{\frac {3}{5}}z^{2}-{\cfrac {{\frac {5}{7}}z^{2}}{1+{\frac {5}{7}}z^{2}-{\cfrac {{\frac {7}{9}}z^{2}}{1+{\frac {7}{9}}z^{2}-\ddots }}}}}}}}}}\,={\cfrac {2z}{1-{\cfrac {z^{2}}{z^{2}+3-{\cfrac {(3z)^{2}}{3z^{2}+5-{\cfrac {(5z)^{2}}{5z^{2}+7-{\cfrac {(7z)^{2}}{7z^{2}+9-\ddots }}}}}}}}}}.\,}
그런데 이 함수는 z = i에서 값이 존재하고, 실제로 이렇게 된다.
{\displaystyle {\frac {1+i}{1-i}}=i\quad \Rightarrow \quad \log {\frac {1+i}{1-i}}={\frac {i\pi }{2}}.\,}
또 여기서 급수 표현이 수렴하므로 아벨 극한 정리에 의해 급수 표현과 이 값은 같고, π를 남기고 연분수로 표현하여 이항하면 바로 π의 연분수 표현을 얻는다.
{\displaystyle \pi ={\cfrac {4}{1+{\cfrac {1^{2}}{2+{\cfrac {3^{2}}{2+{\cfrac {5^{2}}{2+{\cfrac {7^{2}}{2+\ddots }}}}}}}}}}.\,}

## 참고 문헌
- H. S. Wall, Analytic Theory of Continued Fractions, D. Van Nostrand Company, Inc., 1948; reprinted (1973) by Chelsea Publishing Company ISBN 0-8284-0207-8.